# Accordo commerciale anticontraffazione
L'Accordo commerciale anticontraffazione (noto anche come Anti-Counterfeiting Trade Agreement e con la sigla ACTA) è un accordo commerciale plurilaterale volto a dettare norme più efficaci per contrastare la contraffazione e la pirateria informatica, al fine di tutelare copyright, brevetti e altre forme di privativa su beni, servizi e attività legati alla rete. Altro obiettivo dell'accordo è quello di armonizzare le regole preesistenti con l'Accordo TRIPs (Trade-Related Aspects of Intellectual Property Rights), uno dei più importanti strumenti giuridici internazionali in tema di diritto industriale recepito nell'ordinamento italiano con la Legge 29 dicembre 1994 n. 747.
L'ACTA è stato siglato a Tokyo il 26 gennaio 2012 tra 22 dei 28 Stati membri dell'Unione europea tra cui l'Italia (non hanno firmato Cipro, Repubblica d'Estonia, Repubblica Slovacca, Germania e Paesi Bassi) e gli Stati che hanno adottato l'ACTA già nell'ottobre 2011: l'Australia, il Canada, il Giappone, la Repubblica di Corea, gli Stati uniti messicani, il Regno del Marocco, la Nuova Zelanda, la Repubblica di Singapore, la Confederazione svizzera e gli Stati Uniti d'America. Il Parlamento europeo è stato chiamato a ratificare l'accordo l'11 giugno 2012. La ratifica è stata respinta il 4 luglio 2012 con una votazione del Parlamento Europeo conclusasi con 478 voti contro, 39 a favore e 165 astenuti.
L'accordo è stato molto criticato poiché oggetto di negoziati riservati fra gli Stati e ritenuto lesivo dei diritti e delle libertà fondamentali dei cittadini europei e non europei al punto da innescare una vasta mobilitazione internazionale guidata da  La Quadrature du Net.

## Storia
Nel 2007 vengono avviati i negoziati che vedono coinvolti quaranta Stati e diverse associazioni (MPAA, RIAA) e multinazionali (eBay, Google Inc., Intel, News Corporation, Sony, Time Warner e Verizon).
I negoziati tra i vari Stati, le molteplici stesure del documento e gli elementi fondanti dell'accordo sono sempre rimasti segreti all'opinione pubblica, ad eccezione di occasionali fughe di notizie che hanno più volte destato perplessità e preoccupazione per l'enorme influenza che l'accordo sembra poter esercitare sulle dinamiche relative alla fruizione di contenuti protetti.
Nel corso del 2009 trapelano alcune pagine importanti delle prime versioni negoziate dell'ACTA, da cui si evince che l'accordo è un piano per consegnare all'industria del cinema e della musica il controllo strategico dei contenuti Internet, prevaricando i parlamenti nazionali degli Stati firmatari. Nell'ACTA vengono suggerite pene carcerarie “sufficientemente elevate da rappresentare valido deterrente” alla violazione di copyright anche senza fini di lucro. Grazie ad altri documenti trapelati, nello stesso anno si apprende che l'ACTA mira a imporre, attraverso collaborazioni obbligate, un controllo forzato dell'industria del copyright sui fornitori di accesso Internet, la responsabilità penale in caso di rifiuto e l'obbligo di intercettazione delle comunicazioni elettroniche senza bisogno di alcun mandato del Giudice.
Si apprende inoltre che: l'Unione europea partecipa ai negoziati ACTA in forza di un mandato del Consiglio conferito alla Commissione europea (Direzione generale commercio); il Consiglio dei Ministri negozia direttamente le sezioni che prevedono le sanzioni penali e la carcerazione; il Parlamento europeo e i parlamenti nazionali non sono mai stati informati né dal Consiglio europeo né dalla Commissione europea e nemmeno dai Governi degli Stati membri; l'esistenza dell'ACTA viene ufficialmente riconosciuta e vengono divulgate le date e i luoghi in cui si svolgeranno i successivi negoziati.
Nel frattempo negli USA, il presidente Obama interviene in prima persona per secretare l'ACTA per motivi di sicurezza nazionale. Per la prima volta nella storia la protezione dell'industria del cinema e della musica diventa, per gli Stati Uniti, un argomento di sicurezza nazionale.
Tra la fine del 2009 e gli inizi del 2010, il Parlamento europeo presenta 4 interrogazioni orali e 2 interrogazioni scritte alla Commissione per il rilascio di documenti concernenti l'ACTA. Lo stesso Parlamento infatti, in violazione del TFEU, non è ancora stato pienamente informato né sui negoziati né sui contenuti dell'ACTA.
Per tutto il 2009 fino al 24 aprile 2010, data del primo rilascio ufficiale di documenti concernenti l'ACTA, gli europarlamentari sono costretti a prendere visione dell'accordo tramite i documenti trapelati messi a loro disposizione dalla Opennet Coalition e/o da WikiLeaks.

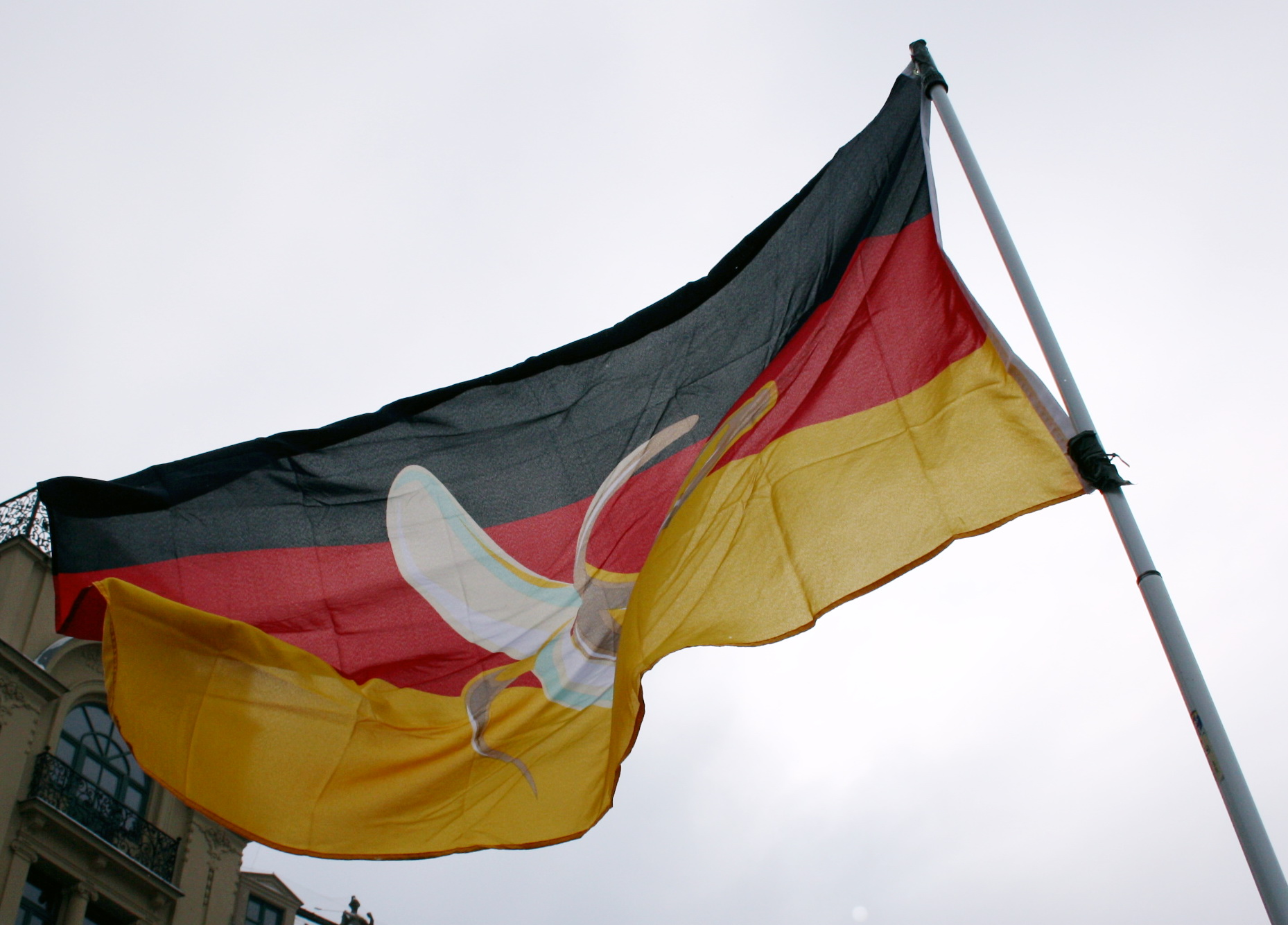
Proteste in Germania, stigmatizzata come repubblica delle banane

Nel marzo 2010 il Parlamento europeo, con 633 voti favorevoli, 13 contrari e 16 astensioni, esige formalmente piena trasparenza sui negoziati.
In un articolo del 1º maggio 2011, il quotidiano La Repubblica ricostruisce il filo rosso che lega le molte iniziative lobbistiche che puntano a irrigidire i controlli dei contenuti creativi in rete.
All'inizio del 2012 Avaaz.org si mobilita contro l'ACTA chiedendo di fare luce sui suoi effetti, raccogliendo 3.000.000 di firme.
Il 4 luglio 2012 il Parlamento europeo ha definitivamente respinto il trattato di anticontraffazione Acta: 478 deputati hanno votato contro, 39 a favore e 165 si sono astenuti.

## Proteste
Da quando la proposta dell'accordo è trapelata raggiungendo l'opinione pubblica, sono state molte le proteste contro l'ACTA.
In Italia, la maggiore mobilitazione si è verificata nel febbraio 2010 su diverse iniziative del Network di Frontiere Digitali che per l'occasione ha diffuso una lettera pubblica indirizzata ai parlamentari italiani affinché rigettassero l'ACTA.
Sono nate moltissime proteste per impedire che l'ACTA venga approvato. Su internet sono partite molte petizioni.